# Young Master Feng
Young Master Feng (xinès simplificat:  冯大少爷) Pel·lícula muda xinesa de l'any 1925. Produïda per Mingxing. Primera pel·lícula dirigida per Hong Shen.

## El director
Hong Shen (xinès simplific: 洪深) (1894 - 1955) va ser un dramaturg,  teòric del cinema i del teatre, i educador. Els historiadors del teatre el consideren un dels tres fundadors del teatre parlat xinès modern, juntament amb Tian Han i Ouyang Yuqian.
El 1925, Hong Shen va publicar el guió cinematogràfic "Mrs. Shentu" a la revista de Xangai Eastern Miscellany. Mai es va filmar, però es considera una fita en la història del cinema per ser el primer guió cinematogràfic publicat a la Xina.Després de "Young Master Feng" va codirigir les pel·lícules *Love and Gold* (1926) i *The Young Mistress's Fan* (1928) amb el fundador de Mingxing, Zhang Shichuan. També va escriure el guió de la pel·lícula de 1931 *Sing-Song Girl Red Peony* (dirigida per Zhang Shichuan), la primera pel·lícula sonora xinesa (tot i que era de so en disc, no de so en pel·lícula). Va ser nomenat director de l'Escola de Cinema de la Xina el 1928.

## Argument
El ric empresari Feng Jiayao està enamorat de la prostituta Laowu a Shnaghai. Després que el seu pare li ordenés tornar a la seva ciutat natal a Suzhou, encara es comporta de manera absurda i es baralla amb el seu pare. Jiayao marxa de casa i va a Laowu. El pare de Feng envia un gerent a donar-li diners, però Jiayao es nega a acceptar-los per ràbia, i el pare de Feng emmalalteix. Després de la mort del seu pare, la família Feng es trasllada a Shanghai. Jiayao pren Laowu com a amant per instigació de Jin Liubao. Quan la seva dona s'assabenta d'això, va a Laowu per provocar-lo, però en canvi és insultada. Un dia, Jiayao torna a casa i veu que la seva dona i el seu fill s'estan dedicant a l'entreteniment i no tornen. Es gira cap a Laowu i veu que Laowu té una aventura amb algú altre. S'assabenta que Jin Liubao és el seu marit, així que Jiayao trenca la seva amistat amb ell. A partir de llavors, Jiayao canvia la seva manera de fer, s'ocupa dels assumptes de la llar i allunya la seva dona i els seus fills del camí de la depravació.